# Vân Nam (xã)
Vân Nam là một xã thuộc huyện Phúc Thọ, thành phố Hà Nội, Việt Nam.
Xã có diện tích 6,37 km², dân số năm 1999 là 6.165 người, mật độ dân số đạt 968 người/km².